# Federación Mundial de Curling
La Federación Mundial de Curling (en inglés, World Curling Federation, WCF) es el organismo internacional que se dedica a regular las normas del deporte de curling a nivel competitivo, así como de celebrar periódicamente competiciones y eventos.

## Historia
La WCF Fue fundada el 1 de abril de 1966 en Perth (Escocia) por 7 países (Escocia, Canadá, Estados Unidos, Suecia, Noruega, Suiza y Francia) con el nombre de Federación Internacional de Curling. En 1991 se le cambió el nombre por el actual.
En 1968 se celebró el primer Campeonato Mundial de Curling limitado sólo al torneo masculino (el primer Campeonato Mundial para las mujeres se realizó en 1979).
En 1992 el Comité Olímpico Internacional decidió aceptar el curling como parte del programa oficial de los Juegos Olímpicos de Invierno, haciendo este deporte su aparición oficial en los JJ. OO. de 1998. Anteriormente ya había figurado dos veces como deporte de exhibición (JJ. OO. de 1988 y JJ. OO. de 1992).

## Organización
La estructura jerárquica de la federación está conformada por el presidente y los vicepresidentes, el director general, el Congreso (efectuado cada dos años), el Comité Ejecutivo, el Consejo y ocho Comités Técnicos - uno para cada disciplina.

### Presidentes
| N.º | Periodo   | Nombre            | País           |
| --- | --------- | ----------------- | -------------- |
| 1   | 1966-1969 | Allan Cameron     | Escocia        |
| 2   | 1969-1979 | Colin A. Campbell | Canadá         |
| 3   | 1979-1982 | Sven A. Eklund    | Suecia         |
| 4   | 1982-1985 | Clifton Thompson  | Canadá         |
| 5   | 1985-1988 | Philip Dawson     | Escocia        |
| 6   | 1988-1990 | Donald F. Barcome | Estados Unidos |
| 7   | 1990-2000 | Günther Hummelt   | Austria        |
| 8   | 2000-2006 | Roy Sinclair      | Escocia        |
| 9   | 2006-2010 | Les Harrison      | Canadá         |
| 10  | 2010-     | Kate Caithness    | Escocia        |

### Federaciones nacionales
La WCF cuenta en 2020 con la afiliación de 64 asociaciones o federaciones nacionales en los cinco continentes.
| África  | América | Asia | Europa (ECF) | Oceanía                 |
| ------- | --- | --- | --- | ----------------------- |
| Nigeria | Brasil · Canadá · Estados Unidos · Islas Vírgenes de los Estados Unidos · Guyana · México · República Dominicana | Afganistán · Arabia Saudita · Catar · China · Corea del Sur · Hong Kong · India · Japón · Kazajistán · Kirguistán · Kuwait · Mongolia · República de China · | Alemania · Andorra · Austria · Bélgica · Bielorrusia · Bulgaria · Croacia · Dinamarca · Escocia · Eslovaquia · Eslovenia · España · Estonia · Finlandia · Francia · Gales · Georgia · Grecia · Hungría · Inglaterra · Irlanda · Islandia · Israel · Italia · Kosovo · Letonia · Liechtenstein · Lituania · Luxemburgo · Noruega · Países Bajos · Polonia · Portugal · República Checa · Rumania · Rusia · Serbia · Suecia · Suiza · Turquía · Ucrania | Australia Nueva Zelanda |